# (9590) Hyrie
(9590) Hyrie (internationalement (9590) Hyria) est un astéroïde troyen de Jupiter découvert en 1991.

## Description
(9590) Hyrie a été découvert le 21 février 1991 à l'observatoire de Kitt Peak, situé dans l'Arizona (États-Unis), par le projet Spacewatch de l’université de l'Arizona.

### Caractéristiques orbitales
L'orbite de cet astéroïde est caractérisée par un demi-grand axe de 5,10 UA, un périhélie de 4,89 UA, une excentricité de 0,04 et une inclinaison de 6,66° par rapport à l'écliptique. Du fait de ces caractéristiques, à savoir un demi-grand axe compris entre 4,6 et 5,5 UA et un périhélie inférieur à 0,3 UA, il est classé, selon la JPL Small-Body Database, astéroïde troyen de Jupiter du camp grec. Il est situé au point de Lagrange L4 du système Soleil-Jupiter.

### Caractéristiques physiques
(9590) Hyrie a une magnitude absolue (H) de 12,0 et un albédo estimé à 0,272.